# Trolleybus de Boston
Le réseau de trolleybus de Boston est l'un des systèmes de transport en commun desservant la ville de Boston, dans le Massachusetts, aux États-Unis.

## Réseau actuel

### Aperçu général
Le réseau compte six lignes de trolleybus.
| Ligne | Destinations                                               |
| ----- | ---------------------------------------------------------- |
| 71    | Harvard Station − Mt. Auburn St. − Watertown Square        |
| 72    | Harvard Station − Concord Ave. − Huron Ave.                |
| 73    | Harvard Station − Trapelo Road − Waverley Sq.              |
| 77A   | North Cambridge Garage − Harvard                           |
| SL1   | South Station − Waterfront − Logan Airport                 |
| SL2   | South Station − Waterfront − Boston Marine Industrial Park |

### Matériel roulant

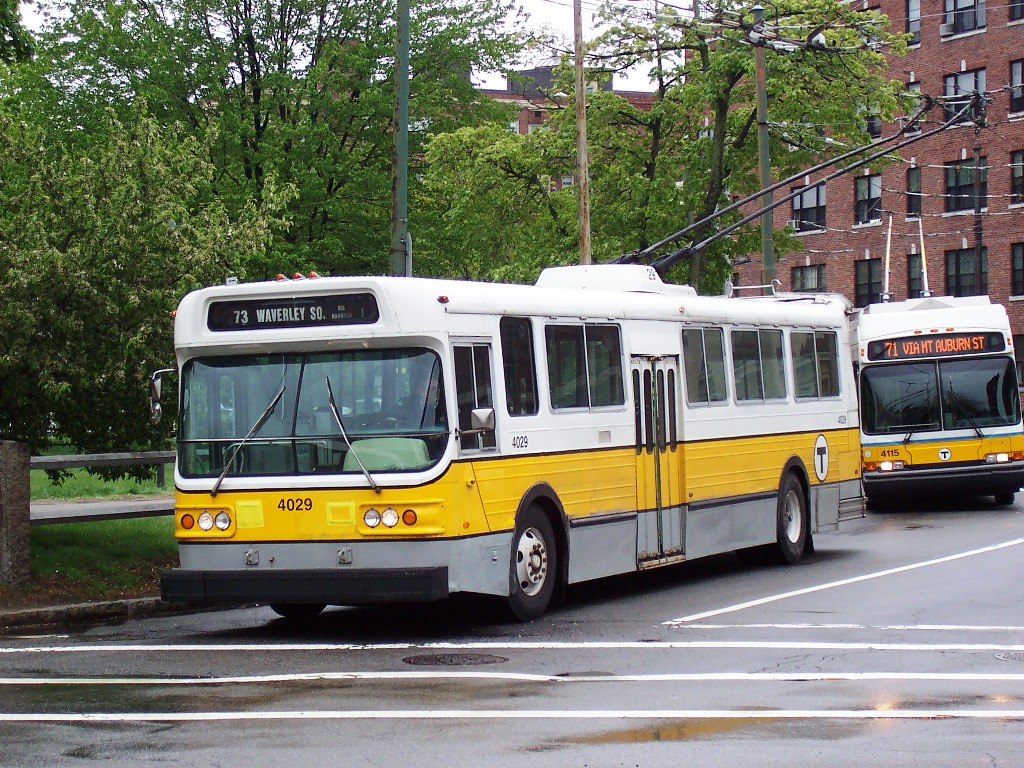
Ancien trolleybus Flyer

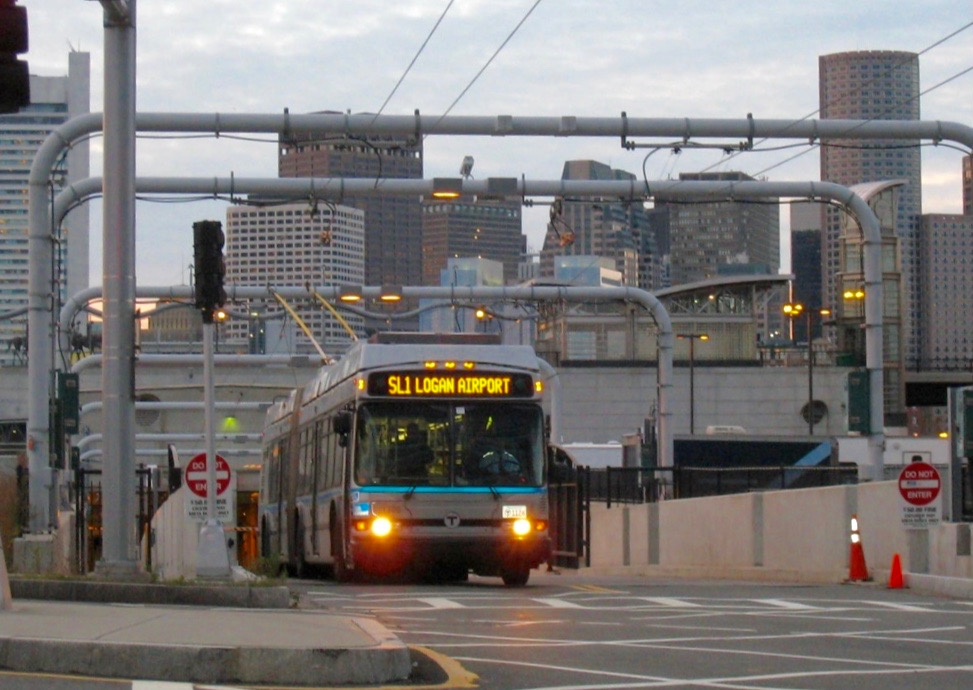
Trolleybus articulé bi-mode sur la route SL1

Le réseau exploite un modèle de trolleybus ainsi qu'un modèle d'autobus bimode : électrique et diesel.
| Numéros   | Quantité | Constructeur  | Type        | Années de construction                 |           |
| --------- | -------- | ------------- | ----------- | -------------------------------------- | --------- |
| 4101-4128 | 28       | Neoplan/Skoda | AN440LF-ETB | Standard                               | 2003-2004 |
| 1101-1132 | 32       | Neoplan/Skoda | AN460LF     | Articulé bi-mode (diesel / électrique) | 2004-2006 |